# HIP 102152
HIP 102152 es una estrella enana amarilla ubicada en la constelación de Capricornio a 250 años luz. Es un gemelo solar. Es la estrella más parecida a nuestro tanto en masa, temperatura, y gravedad. La edad estimada es de 8.2 mil millones de años, 3.6 mil millones de años más vieja que el sol.